# میلپورت، شهرستان کلمبیانا، اوهایو
میلپورت (به انگلیسی: Millport) یک منطقهٔ مسکونی در ایالات متحده آمریکا است که در شهرستان کلمبیانا، اوهایو واقع شده‌است. میلپورت ۳۳۲ متر بالاتر از سطح دریا واقع شده‌است.